# Bombardier Talent
Bombardier Talent  (cunoscut și ca Bombardier VT 643, după clasa din căile ferate germane) este o familie de automotoare produse de Bombardier începând cu 1996. Numele este un acronim în limba germană pentru TALbot LEichter Nahverkehrs-Triebwagen, după numele fabricii care a dezvoltat modelul, Waggonfabrik Talbot din Aachen, care a fost achiziționată de Bombardier în 1995.
Automotorul a fost produs în mai multe variante, cu 2, 3 sau 4 vagoane, propulsie diesel-mecanică, diesel-electrică sau electrică, cu podea înaltă sau joasă. Mai multe unități pot fi cuplate pentru a forma trenuri mai lungi.
Trenul este dotat cu boghiuri Jacobs, ceea ce permite o singură cabină pe toată lungimea trenului.
Modelul a fost operat de companii din Germania, Austria, Norvegia, Canada, Ungaria, România și Slovacia. În total peste 260 de exemplare erau în uz în februarie 2022.